# Боровичи (Кузино)
Боровичи — упразднённая деревня в Великоустюгском районе Вологодской области России. Входила (по состоянию на 1940 год) в состав Шемогодского сельсовета. Ныне улица Боровичи рабочего посёлка Кузино.

## География
Боровичи находились в северо-восточной части области, в подзоне средней тайги, на берегу Кузинского затона (искусственного сооружения на месте бывшей Кузинской курьи, части старого русла реки Юг):172, на расстоянии примерно 2 километров (по прямой) к юго-востоку от города Великий Устюг, административного центра района.

### Климат
Климат характеризуется как умеренно континентальный, с холодной продолжительной зимой и умеренно тёплым летом. Среднегодовая температура воздуха — +1,5 °C. Средняя температура воздуха самого холодного месяца (января) — −13,8 °C, средняя температура самого тёплого (июля) — +16,8 °С. Годовое количество атмосферных осадков составляет около 673 мм, из которых около 445 мм выпадает в тёплый период. Снежный покров держится в течение 166 дней.

## История
7 января 1939 года Указом Президиума Верховного Совета РСФСР населенные пункты Жилкино и Яиково, а также подчиненные в административно-хозяйственном отношении городскому Совету населённые пункты Сметанино, Соколово, Маринино, Михайловская, Коромыслово, Боровичи, Бородкино, Боровичи, Пятницкое Сельцо были включены в городскую черту:69.
Вошла в состав городского посёлка (микрорайона) Кузино вместе с деревнями Шемогодского сельсовета Есиплево, Бородкино Нижнее (Бородкино):172.